# 145 av. J.-C.
Cette page concerne l'année 145 av. J.-C. du calendrier julien proleptique.

## Événements
- 28 novembre 146 av. J.-C. (1er janvier 609 du calendrier romain) : début à Rome du consulat de Quintus Fabius Maximus Aemilianus et Lucius Hostilius Mancinus[1].
  - Le tribun de la plèbe C. Licinius Crassus présente une loi proposant de substituer l’élection par le peuple à la cooptation pour les collèges de prêtres (repoussée grâce au préteur C. Laelius, un ami des Scipions). Dans ses harangues, il s’adresse directement au peuple et non vers la Curie[2].
  - Le consul Fabius Maximus Aemilianus mène la guerre contre Viriathe en Hispanie ultérieure. Le préteur Caius Laelius est envoyé en Hispanie citérieure ; selon Ciceron, il obtient des succès contre Viriathe[3].
- Printemps/été : début du règne de  Ptolémée VII Néos Eupator (né d’un père illustre), roi d’Égypte, corégent avec son père  Ptolémée VI[4].
- Été : 
  - Ptolémée VI envahit la Syrie. Il retire sa fille Cléopâtre Théa à l’usurpateur  Alexandre Ier Balas et la donne à Démétrios II. Balas est battu sur l'Oronte et assassiné par Démétrios II Nikator, fils de Démétrios Ier qui monte sur le trône séleucide[2].
  - Jonathan, gouverneur de Judée, profite des troubles en Syrie pour assiéger la citadelle de Jérusalem. Dénoncé auprès de Démétrios II, il n’hésite pas à le rencontrer à Ptolémaïs (Akko). Il se fait confirmer comme grand prêtre et obtient une remise d’impôts pour la Judée qui se voit rattacher les nomes d’Apharama, Lydda et Ramathayim pris à la Samaritide (la superficie de la Judée est presque doublée)[5].
- Vers le 15 juillet : mort de Ptolémée VI Philométor, des suites d'une chute de cheval en combattant Alexandre Ier Balas sur la rivière Oenoparas, près d'Antioche[6]. Son fils Ptolémée VII Néos Eupator règne seul quelques semaines sous la régence de Cléopâtre II.
- Après le 19 septembre : début du règne de Ptolémée VIII Évergète II (fin en 116 av. J.-C.). Il fait assassiner son neveu Ptolémée VII Néos Philopator, pour rester le seul maître de l'Égypte[4].
- Septembre/octobre : Ardâ, général de Démétrios II de Syrie s'assure le contrôle de Séleucie du Tigre et de la Babylonie ; le 1er novembre, il quitte Babylone pour mener une campagne contre les incursions du roi d'Élymaïde Kamnaskires[7].

- Début du règne d'Eucratide II et d'Hélioclès Ier, rois du royaume grec de Bactriane après le meurtre de leur père Eucratide Ier[8]. Après la mort d'Eucratide Ier, le roi indo-grec Ménandre Ier est en mesure de consolider son royaume en Inde et en Bactriane[9].

## Naissances
- Sima Qian, célèbre historien chinois († 86 av. J.-C.).
- Philon de Larissa, philosophe grec († 79 av. J.-C.).

## Décès en 145 av. J.-C.
- Alexandre Ier Balas, usurpateur du trône séleucides, tué par Démétrios II Nicator.
- Ptolémée VI, tué sur l'Oronte en combattant Alexandre Ier Balas.
- Eucratide Ier, roi de Bactriane.